# نجم فان مانن 2

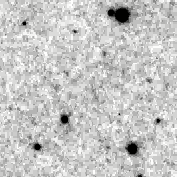
نجمة فان معانين (أعلى يمين بقعة مظلمة)

نجم فان مانن (بالإنجليزية: Van Maanens Star) هو نجم قزم أبيض اكتشفة العالم الفلكي الهولندي «أدريان فان مانن» في عام 1917 في كوكبة الحوت. يبعد نجم «فان مانن» عنا نحو 14 سنة ضوئية وهو بذلك يكون ثالث قزم أبيض في بعده عنا بعد الشعرى اليمانية ب والشعرى الشامية ب. وهو نجم منفرد ولا يتبع نظاما نجميا.

## صفاته
- يوجد في كوكبة الحوت
- مطلع مستقيم = 00/49/09.9
- الميل = +/05/23/19
- قدر ظاهري = 3و12
- تصنيف الطيف = DZ7
- B-Vمؤشر طيفي = +0,56
- U-Bمؤشر طيفي = +0,02
- R-Iمؤشر طيفي = +0,4
- تزيح = (231,9 ± 1,8)
- بعده (سنة ضوئية) = 14,1
- الكتلة = 0,7 كتلة شمسية
- نصف القطر (بالنسبة لنصف قطر الشمس) = 0,013
- شدة ضياء (بالنسبة للشمس) = <0,0002
- درجة الحرارة = 6750 كلفن
- معدنية (فلك) =
- دورانه حول محوره =
- عمره = ~ 4 مليار سنة
- تسمية أخرى HIP = 3829
- تسميات أخرى: = Gliese 35 • LFT 76 • LHS 7 • LTT 10292 • Wolf 28 • WD 0046+051

## من خصائصه

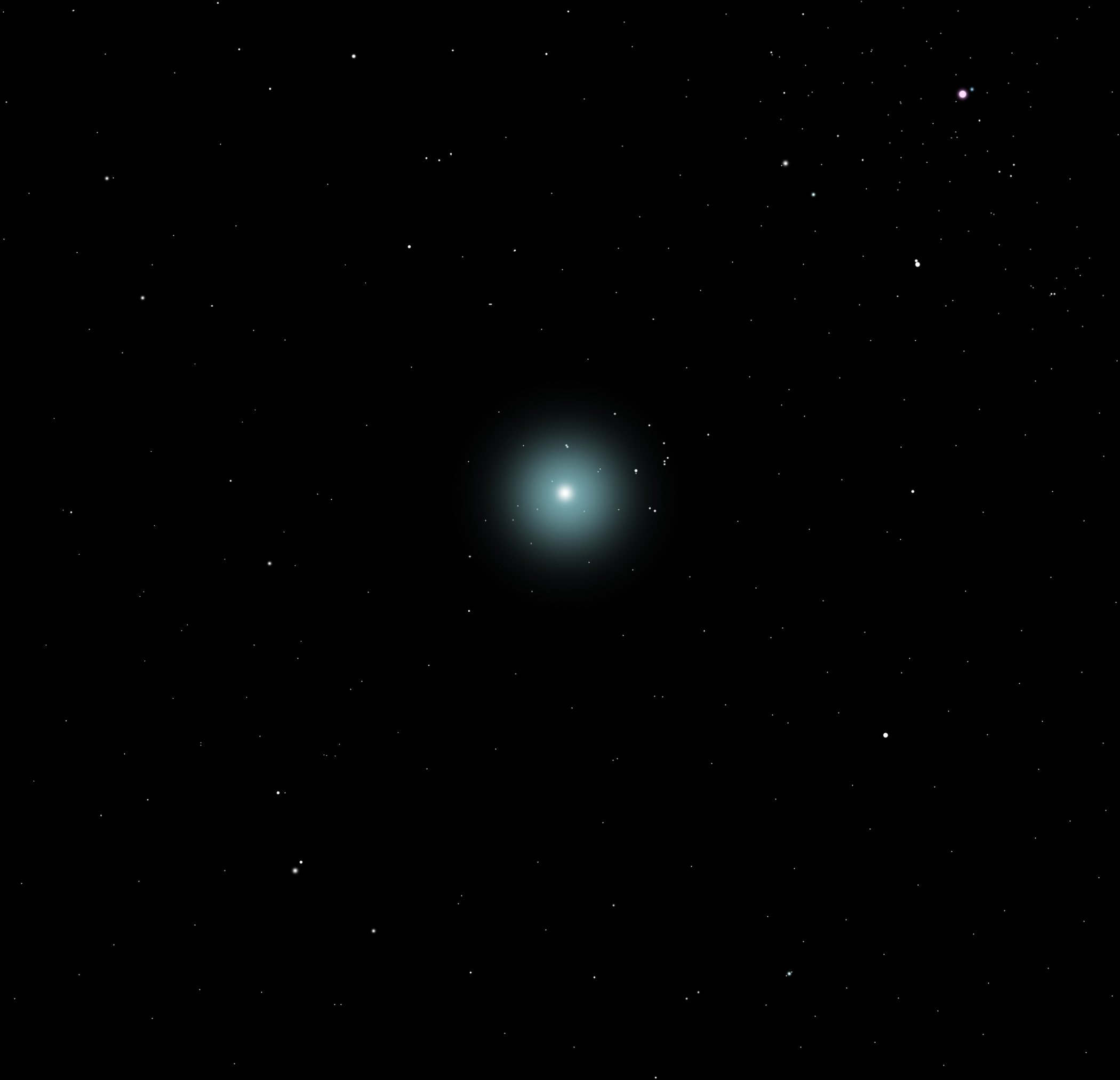
صورة توضيحية لقزم أبيض.

يقع القزم الأبيض نجم فان مانن في كوكبة الحوت، على بعد نحو 2 درجة جنوبا من نجم «دلتا الحوت».
ضوؤه ضعيف بحيث لا يمكن رؤياه بالعين المجردة.
وهو مثل جميع الأقزام البيصاء الأخرى في كونه شديد الكثافة جدا، فبينما يقدر كتلته بنحو 63% من كتلة الشمس فلا يبلغ قطره سوى 1% من قطر الشمس.وتبلغ درجة حرارة جوه 6220 كلفن، أي أنه يعتبر نجما باردا. ونظرا لأن الأقزام البيضاء تفقد حرارتها بالإشعاع بالتدريج فيمكن أن تتخذ درجة الحرارة كمؤشر لمعرفة عمر النجم، وهذا التقدبير يشير إلى نحو 3 مليارات سنة.
تقدر كتلة النجم الأصلي الذي تحول إلى هذا القزم الأبيض نحو 6و2 كتلة شمسية (أصبح 63و0 من كتلة الشمس بعد تحوله إلى قزم أبيض). وقد ظل النجم الأصلي في طور النسق الأساسي لمدة تقدر بنحو
9 × 108 سنوات. أي أن عمره الكامل يبلغ نجو 1و4 مليار سنة. وعندما غادر هذا النجم النسق الأساسي تمدد حتى أصبح عملاق أحمر عظيم وو صل نصف قطره نحو 1000 ضعف من نصف قطر الشمس، أي قد وصل نصف قطره إلى نحو 5 وحدة فلكية. أي كوكب كان في مدار حول النجم الأصلي يكون قد غاص في جوه بعد تمدده في هيئة عملاق أحمر.
.
التصنيف النجمي لنجم فان مانن هو من فئة DZ8, حيث يعني الحرفان DZ وجود عناصر أثقل من الهيليوم في طيفه، وهذا ما يسميه الفلكيون معدنية نجم. ويعد نجم فان مانن نموذجا حسنا للاقزام البيضاء. وطبقا لنماذج وضعها العلماء لوصف الأقزام البيضاء تهبط العناصر الثقيلة ذات كتلة أكبر من الهيليوم تحت الغلاف الضوئي للنجم تاركتا ورائها (أو أعلى منها) الهيدروجين والهيليوم فتبدو لنا في طيف النجم. وعلى هذا الأساس فلو ظهرت عناصر أثقل من الهيليوم في طيف قزم أبيض فلا بد أن يكون وجودها مصحوبا بمصدر خارجي، إذ عادة لا يمكن وجود عناصر أثقل من الهيليوم في الوسط البينجمي. فمصدر تلك العناصر ربما أن تكون بقايا كوكب ذو طبيعة أرضية تكون قد غطت سطح القزم الأبيض أثاء تحوله من نجم عادي إلى قزم أبيض.
الأقزام البيضاء ذات طيف يشير إلى وجود نسب كبيرة لمعادن تكون لها عادة قرص حولها. وفي حالة نجم فان مانن، فلم تبدي مشاهدات طول الموجة 24 ميكرومتر أي فائض منها في نطاق الأشعة تحت الحمراء تكون قد تكونت تحت فعل قرص غباري.